# Courteney Cox
Courteney Bass Cox (Birmingham, Alabama, 15 de junio de 1964) es una actriz, modelo, productora de televisión y directora de cine estadounidense, célebre por su interpretación de Monica Geller en la popular serie de televisión Friends y por interpretar a Gale Weathers en la saga de películas de Scream. 
Ganadora de un Premio del Sindicato de Actores y nominada a un Premio Globo de Oro como mejor actriz por la serie televisiva, Cougar Town en 2010. En 2021, Cox se reunió con sus coprotagonistas de Friends, en el especial titulado Friends: The Reunion. Gracias a la buena acogida de crítica y público, recibió su primera nominación al premio Emmy al mejor programa de variedades.  En 2023, recibió una estrella en el Paseo de la Fama de Hollywood.
Cox es socia creadora de la productora audiovisual, Coquette Productions, fundada junto a su exmarido, David Arquette, en 2004. Hizo su debut como directora en el telefilme, TalhotBlond (2012). Siguiendo la película de comedia negra, Just Before I Go (2014), y su participación como productora ejecutiva del programa de television, Celebrity Name Game (2014–2017). En 2021, creó una empresa de productos para el hogar, llamada Homecourt.

## Biografía
Cox nació y se crio en Birmingham, Alabama, un suburbio de Mountain Brook, hija del empresario Richard Lewis Cox y de su esposa Courteney (nacida como Bass, luego, Copeland). Tiene dos hermanas mayores, Virginia y Dottie, y un hermano mayor, Richard. Tiene ascendencia irlandesa. Sus padres se divorciaron en 1974 y su madre se casó de nuevo con un empresario llamado Hunter Copeland. Después de graduarse en el instituto de Mountain Brook, Cox ingresó en la universidad Mount Vernon College en Washington D. C. pero no completó su carrera en arquitectura, optando, en su lugar, por seguir una carrera en el modelaje y la actuación.

## Carrera

### 1984-1994: Primeros años e inicios
Cox estudió arquitectura en la universidad Mount Vernon para Mujeres en Washington D. C., que ahora es parte de la universidad George Washington, antes de que se fuera. Salió por primera vez en prominencia en un vídeo musical para Bruce Springsteen, "Dancing in the Dark" (en el que ella era la chica que fue sacada al escenario para bailar con Springsteen). Cox es notable por ser la primera persona en usar la palabra "período" en la televisión de Estados Unidos para referirse a la menstruación en una campaña publicitaria de 1985 para los tampones Tampax. Sus primeros papeles en el cine incluyen Masters of the Universe (1987) y Cocoon: The Return (1988). Sus primeros trabajos en televisión incluyen un papel protagonista en la serie Misfits of Science (1985), y luego un papel recurrente (1987-89) en la serie Family Ties como Lauren Miller, la novia de Alex P. Keaton (Michael J. Fox). Tuvo un papel secundario como Jewel, una asistente de uñas para el personaje de James Belushi, en la película de fantasía de 1990 Mr. Destiny.
En 1994, después de su debut de la comedia Friends, Cox apareció con Jim Carrey en la película Ace Ventura: Pet Detective y en Seinfeld, en el episodio "The Wife", como la novia de Jerry llamada Meryl.

### 1994-2004: Salto a la fama

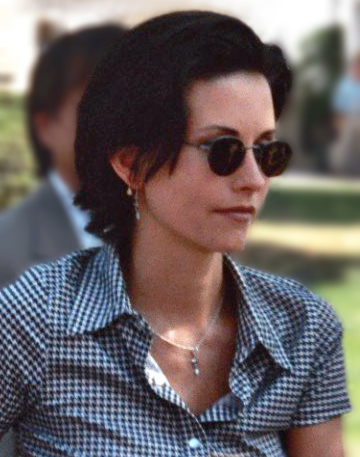
Courteney Cox en 1995.

Más tarde, en 1994, a Cox se le invitó a una audición para el papel de Rachel Green, pero Cox optó por el papel de Monica Geller en la nueva serie de comedia llamada Friends. Al principio era el miembro más famoso de la nueva serie. Cox se unió con sus compañeros de reparto Jennifer Aniston (Rachel Green), Lisa Kudrow (Phoebe Buffay), Matt LeBlanc (Joey Tribbiani), Matthew Perry (Chandler Bing) y David Schwimmer (Ross Geller) para lo que se convertiría en su papel más famoso, durando en 10 temporadas hasta 2004. De acuerdo con el Libro Guinness (2005), Cox (junto con sus coprotagonistas femeninas) se convirtieron en las actrices mejor pagadas de la televisión de todos los tiempos, cobrando 1 millón de dólares por episodio durante las dos últimas temporadas de Friends.
Entre las temporadas quinta y sexta, Cox se casó con David Arquette y como consecuencia cambió su apellido por el de Cox-Arquette. Así, como guiño, los productores, en los créditos de apertura del episodio "The One After Vegas", añadieron al resto del elenco y los productores ejecutivos el apellido "Arquette" a sus nombres. La dedicatoria: "Para Courteney y David, que sí se casaron" hace referencia a la decisión de Monica y Chandler de no casarse y, al final del episodio se indica en referencia al segundo nombre "Cox", Scrubs, "My Saving Grace", en que el personaje Taylor Maddox describe al nombre de Cox como "ridículo."
Mientras trabajaba en televisión en Friends, Cox apareció en las películas de Hollywood Scream (1996), Scream 2 (1997) y Scream 3 (2000) como la decidida reportera Gale Weathers. Ella conoce a su futuro marido, David Arquette, quien representa a su pareja en la pantalla, Dewey Riley, mientras rodaba la primera película de la saga. Cox y David retomaron sus papeles en la trilogía en el 2011, con Scream 4. La película fue lanzada a los cines el 15 de abril de ese año. En 1999, protagonizó la película The Runner y en 2001 las películas de 3000 Miles to Graceland y The Shrink Is In. A finales del 2003, Cox y Arquette produjeron una temporada del reality de televisión Mix It Up. El estilo de vida del show, luchó con bajas calificaciones y no fue renovado para una segunda temporada..

### 2004-2019: Consolidación de su carrera

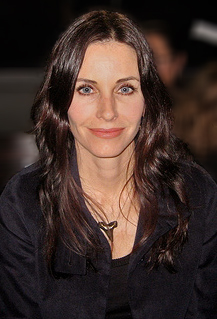
Courteney Cox en 2009

Después del papel en Friends, Cox fue la primera opción del productor Marc Cherry para un papel estelar como Susan Mayer en Desperate Housewives. Sin embargo, Cox no estaba disponible debido a su embarazo y el papel fue dado a Teri Hatcher. Un par de años después, Cox firmó un contrato con ABC Studios para protagonizar su propia serie. Desde Friends, Cox se ha concentrado en su familia pero protagonizó la película independiente November (2005); que tuvo un lanzamiento limitado en cines, con Tim Allen en Zoom; y en la nueva versión de The Longest Yard como la novia del personaje de Adam Sandler. Ella ofreció su voz para la película animada Barnyard. Se rumoreó acerca de una película de Friends en producción; seguido del éxito de Sex and the City, pero fue negado por Warner Bros y otras productoras.
En 2007, Cox interpretó el papel de Lucy Spiller, una editora de prensa, en Dirt, un drama de televisión de FX. Cox y su esposo David Arquette fueron los productores ejecutivos de la serie. De acuerdo con Cox, la serie fue cancelada después de una segunda temporada en 2008. En julio de 2008, Entertainment Weekly anunció que Cox había firmado un contrato para grabar tres episodios para la serie Scrubs. En su tercer episodio, ella le dijo al Dr. Cox que Cox era "un nombre ridículo", en referencia al suyo. En agosto de 2008, se anunció que habría una cuarta película de la saga Scream, y que querían a los actores originales para representar sus papeles. El 30 de octubre de 2008, TV Guide anunció que Cox estaría protagonizando un episodio piloto para su nueva comedia en ABC llamada Cougar Town de Bill Lawrence. Cox interpreta a una soltera de 40 años de edad, madre, y en busca de nuevas experiencias. Sus coestrellas son Busy Philipps y Christa Miller. Se reúne con Scott Foley, 10 años después de que hicieran Scream 3 juntos. Cox grabó el piloto el 19 de marzo de 2009.
Debutó como directora en el 2014 con la película Just Before I Go. En 2016, Cox protagonizó la película dramática independiente Mothers and Daughters, junto a Susan Sarandon, Mira Sorvino y Sharon Stone. La película se estrenó con críticas generalmente negativas el 6 de mayo de 2016. En 2019, creó y fue productora ejecutiva de la serie documental de Facebook Watch, 9 Months with Courteney Cox, que se centra en "personas de todo el país de diversas razas, religiones y clases mientras auto-documentan su viaje de embarazo de 9 meses". Duró tres temporadas hasta 2021.

### Década de 2020: Proyectos actuales
En 2020, apareció como estrella invitada en la comedia de ABC Modern Family. Cox se reunió con sus coprotagonistas de Friends para un especial de reunión titulado Friends: The Reunion, que se lanzó el 27 de mayo de 2021 en HBO Max. Cox firmó para protagonizar junto a Greg Kinnear la serie de comedia de terror de Starz, Shining Vale, de los creadores Sharon Horgan y Jeff Astrof. Cox interpreta a Patricia "Pat" Phelps, quien traslada a su familia "de la 'locura' de la ciudad a una casa grande y antigua en los suburbios donde el mal y el humor chocan". Fue estrenada el 6 de marzo de 2022. Tras dos temporadas, en 2023, fue cancelada.
Cox repitió su papel de Gale Weathers para la quinta y sexta película de la franquicia Scream. Las películas fueron dirigidas por Matt Bettinelli-Olpin y Tyler Gillett. La primera se estrenó el 14 de enero de 2022 con éxito de taquilla y críticas positivas, mientras que, la segunda se estrenó el 9 de marzo de 2023, con críticas mixtas. En 2024, Cox fue anunciada para la séptima entrega de la saga, repitiendo su papel.
Ese mismo año recibió una estrella en el conocido Paseo de la Fama de Hollywood. También, se dio a conocer su papel de Brittany Wagner como protagonista en la serie de televisión para Netflix, basada en el documental original de Spectrum Originals, Last Chance U.

## Vida personal
Courteney Cox fue pareja de Michael Keaton entre 1989 y 1995. Contrajo matrimonio el 12 de junio de 1999 con el actor David Arquette, a quien conoció durante el rodaje de Scream. La pareja tuvo una hija, Coco Arquette, nacida en junio de 2004, su excompañera de Friends y mejor amiga Jennifer Aniston, fue su madrina. En ese mismo mes Cox y Arquette fundaron la compañía productora de televisión denominada Coquette. El 13 de octubre de 2010 anuncian su separación tras 11 años de matrimonio. Él reconoce haberle sido infiel en un programa de radio con Jasmine Waltz. En junio de 2012 Arquette solicitó el divorcio después de casi dos años separados.
Cox comenzó a salir con Johnny McDaid, miembro de la banda Snow Patrol, a finales de 2013. La pareja anunció su compromiso en junio de 2014. Poco después cancelaron el compromiso, pero siguen siendo pareja.

## Filmografía

### Cine
| Año  | Título                                     | Papel            | Notas                              |
| ---- | ------------------------------------------ | ---------------- | ---------------------------------- |
| 1986 | Down Twisted                               | Tarah            |                                    |
| 1986 | Masters of the Universe                    | Julie Winston    |                                    |
| 1988 | Cocoon: The Return                         | Sara             |                                    |
| 1990 | Mr. Destiny                                | Jewel Jagger     |                                    |
| 1990 | Shaking the Tree                           | Kathleen         |                                    |
| 1991 | Blue Desert                                | Lisa Roberts     |                                    |
| 1992 | The Opposite Sex and How to Live with Them | Carrie Davenport |                                    |
| 1994 | Ace Ventura: Pet Detective                 | Melissa Robinson |                                    |
| 1996 | Scream                                     | Gale Weathers    |                                    |
| 1997 | Commandments                               | Rachel Luce      |                                    |
| 1997 | Scream 2                                   | Gale Weathers    |                                    |
| 1999 | The Runner                                 | Karina           |                                    |
| 2000 | Scream 3                                   | Gale Weathers    |                                    |
| 2001 | 3000 Miles to Graceland                    | Cybil Waingrow   |                                    |
| 2001 | The Shrink Is In                           | Samantha Crumb   | También productora ejecutiva       |
| 2001 | Get Well Soon                              | Lily Charles     |                                    |
| 2004 | November                                   | Sophie Jacobs    |                                    |
| 2005 | The Longest Yard                           | Lena             | Sin acreditar                      |
| 2006 | Barnyard                                   | Daisy la Vaca    | Voz                                |
| 2006 | Zoom                                       | Marsha Holloway  |                                    |
| 2006 | The Tripper                                | Cynthia          | También productora ejecutiva       |
| 2008 | Alien Love Triangle                        | Alice Connor     | Cortometraje                       |
| 2008 | The Monday Before Thanksgiving             | Cece             | Cortometraje; también directora    |
| 2008 | Bedtime Stories                            | Wendy            |                                    |
| 2008 | The Butler's in Love                       | ―                | Cortometraje; productora ejecutiva |
| 2011 | Scream 4                                   | Gale Weathers    |                                    |
| 2014 | Just Before I Go                           | ―                | Directora y productora             |
| 2016 | Mothers and Daughters                      | Beth             |                                    |
| 2022 | Scream                                     | Gale Weathers    |                                    |
| 2023 | Scream 6                                   | Gale Weathers    | También productora ejecutiva       |
| 2026 | Scream 7                                   | Gale Weathers    | Preproducción                      |

### Televisión
| Año       | Título                                          | Papel                      | Notas                                                     |
| --------- | ----------------------------------------------- | -------------------------- | --------------------------------------------------------- |
| 1984      | As the World Turns                              | Bunny                      | 1 episodio                                                |
| 1985      | Code Name: Foxfire                              | Auxiliar de vuelo          | Película para televisión                                  |
| 1985–1986 | Misfits of Science                              | Gloria Dinallo             | Elenco principal; 16 episodios                            |
| 1986      | The Love Boat                                   | Carol                      | Episodio: «Picture Me a Spy»                              |
| 1986      | Sylvan in Paradise                              | Lucy Apple                 | Película para televisión                                  |
| 1986      | Murder, She Wrote                               | Carol Bannister            | 2 episodios                                               |
| 1987      | If It's Tuesday, It Still Must Be Belgium       | Hana Wyshocki              | Película para televisión                                  |
| 1987–1989 | Family Ties                                     | Lauren Miller              | 21 episodios (rol recurrente)                             |
| 1988      | I'll Be Home for Christmas                      | Nora Bundy                 | Película para televisión                                  |
| 1989      | Till We Meet Again                              | Freddy de Lancel           | Protagonista (miniserie)                                  |
| 1989      | Roxanne: The Prize Pulitzer                     | Jacquie Kimberly           | Película para televisión                                  |
| 1990      | Curiosity Kills                                 | Gwen                       | Película para televisión                                  |
| 1991      | Morton & Hayes                                  | Princesa Lucy              | Episodio: «Oafs Overboard»                                |
| 1992      | Dream On                                        | Alisha                     | Episodio: «Come and Knock on Our Door»                    |
| 1992      | Battling for Baby                               | Katherine                  | Película para televisión                                  |
| 1993      | The Trouble with Larry                          | Gabriella Easden           | Protagonista; 7 episodios                                 |
| 1994      | Seinfeld                                        | Meryl                      | Episodio: «The Wife»                                      |
| 1994–2004 | Friends                                         | Monica Geller              | Protagonista; 236 episodios                               |
| 1995      | Sketch Artist II: Hands that See                | Emmy O'Conner              | Película para televisión                                  |
| 1999      | Happily Ever After: Fairy Tales for Every Child | Emerald Salt Pork          | Voz; episodio: «Three Little Pigs»                        |
| 2007–2008 | Dirt                                            | Lucy Spiller               | Protagonista; 26 episodios (también productora ejecutiva) |
| 2009      | Scrubs                                          | Dr. Taylor Maddox          | 3 episodios                                               |
| 2009–2011 | Web Therapy                                     | Serena Duvall              | 4 episodios (rol recurrente)                              |
| 2009–2015 | Cougar Town                                     | Jules Kiki Cobb            | Protagonista; 102 episodios (también productora)          |
| 2011      | Private Practice                                | Paciente                   | Episodio: «Step One»                                      |
| 2012      | Talhotblond                                     | Amanda                     | Película para televisión (también directora)              |
| 2013      | Go On                                           | Talia                      | Episodio: «Matchup Problems»                              |
| 2014–2016 | Drunk History                                   | Edith Wilson               | 2 episodios                                               |
| 2018      | Shameless                                       | Jen Wagner                 | 2 episodios                                               |
| 2020      | Modern Family                                   | Ella misma                 | Episodio: «The Prescott»                                  |
| 2021      | Friends: The Reunion                            | Monica Geller / Ella misma | Especial de televisión                                    |
| 2022–2023 | Shining Vale                                    | Patricia «Pat» Phelps      | Protagonista (también productora)                         |

## Premios y nominaciones
Premios Globos de Oro
| Año  | Categoría                                               | Trabajo     | Resultado |
| ---- | ------------------------------------------------------- | ----------- | --------- |
| 2010 | Mejor actriz de serie de televisión - Comedia o musical | Cougar Town | Nominada  |

Premios del Sindicato de Actores
| Año  | Categoría                             | Trabajo | Resultado |
| ---- | ------------------------------------- | ------- | --------- |
| 1996 | Mejor reparto de televisión - Comedia | Friends | Ganadora  |
| 1999 | Mejor reparto de televisión - Comedia | Friends | Nominada  |
| 2000 | Mejor reparto de televisión - Comedia | Friends | Nominada  |
| 2001 | Mejor reparto de televisión - Comedia | Friends | Nominada  |
| 2002 | Mejor reparto de televisión - Comedia | Friends | Nominada  |
| 2003 | Mejor reparto de televisión - Comedia | Friends | Nominada  |
| 2004 | Mejor reparto de televisión - Comedia | Friends | Nominada  |

Premios de la Crítica Televisiva
| Año  | Categoría                        | Trabajo     | Resultado |
| ---- | -------------------------------- | ----------- | --------- |
| 2011 | Mejor actriz en serie de comedia | Cougar Town | Nominada  |